# Muthupet
Muthupet é uma panchayat (vila) no distrito de Thiruvarur, no estado indiano de Tamil Nadu.

## Demografia
Segundo o censo de 2001,  Muthupet  tinha uma população de 17,313 habitantes. Os indivíduos do sexo masculino constituem 47% da população e os do sexo feminino 53%. Muthupet tem uma taxa de literacia de 71%, superior à média nacional de 59.5%: a literacia no sexo masculino é de 78% e no sexo feminino é de 65%. Em Muthupet, 12% da população está abaixo dos 6 anos de idade.